# Бурки

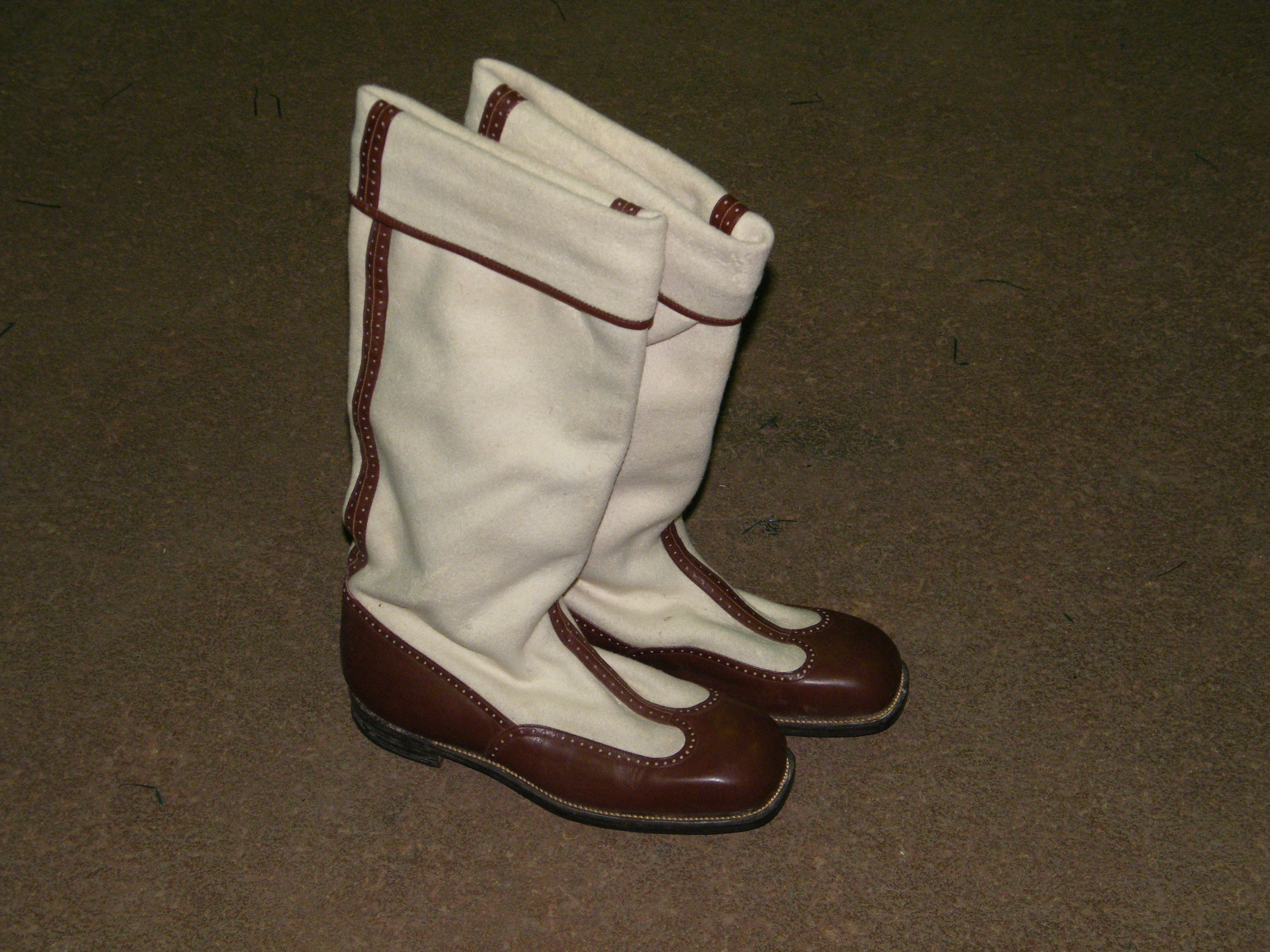
Бурки, сделано в СССР, 1960-е годы

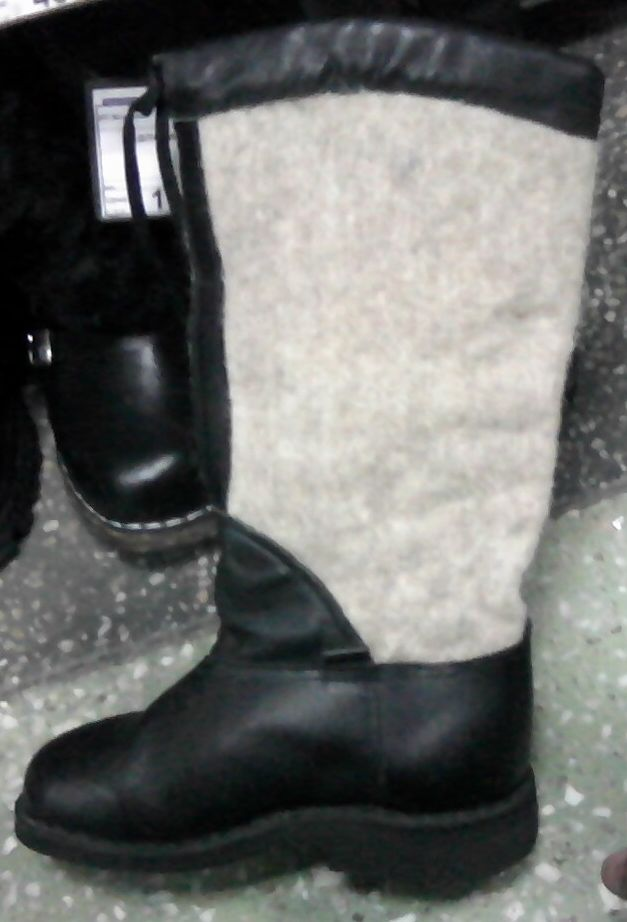
Современные сапоги для охотников

Бу́рки — разновидность тёплых сапог для холодного климата. Высота бурок до колена, голенище неразрезное, шнурки или другие застёжки отсутствуют. В верхней части голенища бурок может быть кожаный ремень с пряжкой (затягивается вокруг голени).
Впервые были разработаны в конце XIX века Белорусской сапожной артелью города Шклов, руководимой австрийским подданным Герцем Певзнером.
Основное отличие бурок от сапог (например, армейских) — голенище изготовлено из тонкого войлока или фетра (как правило, белого цвета).
Подошва изготовлена из натуральной кожи, резины или синтетических материалов. Ступня и задник — из натуральной кожи, внутреннее утепление подошвы, ступни и задника — из войлока. Швы голенища и верхняя его часть имеет декоративную отделку кожаными накладными полосками. Кожаные накладные полоски также увеличивают прочность швов и уменьшают тепловые потери.
В СССР бурки были распространены в 1940-х — 1960-х годах, особенно в сельских районах с умеренным и холодным климатом.
Бурки можно увидеть в фильме «Операция «Ы» и другие приключения Шурика» (1965). Бывалый (в исполнении артиста Евгения Моргунова) обут в бурки.
Выпуск сапог с голенищем из тонкого войлока с утеплённой ступнёй и подошвой продолжается и в 2010-е годы. Основные покупатели — рабочие строительных специальностей, охотники, лесники.